# Кыштымы
Кыштымы (киштымы, от хак. кистим) — этносоциальный термин для обозначения вассального населения Южной Сибири в период средневековья. Использовался енисейскими кыргызами по отношению к зависимым данникам — таёжным народам. В том же значении был перенят русскими властями в XVII веке.

## Происхождение термина
Термин кыштым в форме Kïšïštïm впервые упоминается в надписи, сделанной орхоно-енисейским письмом на скале Кемчик-Кая Бажи на правом берегу р. Кемчик, и относится к VII веку.
Г. Ф. Миллер писал, что «кыштымами же по-татарски называются такие народы, которые обязаны другому народу покорностью и платежом дани».
Н. Н. Козьмин выводил слово кыштым от термина кистэргэ, что значит у хакасов «притеснять», «прижимать». Этой же точки зрения придерживались А. П. Окладников и Л. Р. Кызласов. Иное мнение было высказано Л. П. Потаповым, разъяснявшим термин киштым «из тюркского слова „киш“ — „соболь“. Термин „киштым“, следовательно, означал человека, имеющего соболей, что со временем стало означать данника, уплачивающего дань пушниной, и вообще зависимого человека, как „албату“ у монголов».